# Emil Hübner
Ernst Willibald Emil Hübner (Düsseldorf, 7 luglio 1834 – Berlino, 21 febbraio 1901) è stato un filologo tedesco.

## Famiglia
Emil Hübner era il figlio del pittore di soggetti storici, professore e direttore di galleria Julius Hübner e di sua moglie Pauline, nata Bendemann (sorella del pittore Eduard Bendemann). Il suo fratello minore Eduard (1842-1924) studiò pittura, mentre suo fratello Hans Hübner (1837-1884) divenne in seguito professore di chimica a Gottinga. Anche i figli di Emil Hübner, Heinrich (1869-1945) e Ulrich (1872-1932), divennero pittori, mentre il suo terzo figlio, Rudolf (1864-1945), fu uno storico del diritto. La moglie di Emil Hübner, Marie (1839-1896), era figlia dello storico Johann Gustav Droysen e figlioccia della madre di Hübner, Pauline.

## Biografia
Emil Hübner nacque nel 1834 a Düsseldorf. Dopo aver frequentato il liceo a Dresda, a partire dal 1851 studiò a Berlino e Bonn. Nel 1854 conseguì il dottorato a Bonn sotto la supervisione di Friedrich Ritschl, con una dissertazione intitolata Quaestiones onomatologicae Latinae. Nel 1859 ottenne a Berlino l'abilitazione all'insegnamento universitario con la dissertazione intitolata De senatus populique Romani actis.
Negli anni seguenti, viaggiò molto per condurre ricerche di antiquariato ed epigrafiche. I risultati di questi viaggi furono pubblicati in diverse opere importanti: Inscriptiones Hispaniae Latinae (1869, supplemento 1892), Inscriptiones Hispaniae Christianae (1871, supplemento 1900); Inscriptiones Britanniae Latinae (1873), Inscriptiones Britanniae Christianae (1876); La Arqueologia de Espana (1888); Monumenta Linguae Ibericae (1893).
Hübner scrisse anche due libri per gli studenti di materie classiche: Grundriss zu Vorlesungen über die römische Litteraturgeschichte (4a edizione, 1878), e Bibliographie der klassischen Alterthumswissenschaft (2a edizione, 1889). Fu anche l'autore di Römische Epigraphik (2a edizione, 1892); Exempla Scripturae Epigraphicae Latinae (1885); e Römische Herrschaft in Westeuropa (1890).
Amico di lunga data del gesuita Fidel Fita, nel 1870 Hübner fu nominato professore di filologia classica presso l'Università di Berlino, città nella quale visse per il resto della sua vita.
Nel 1891 fu ammesso come membro associato all'Accademia reale di scienze, lettere e belle arti del Belgio.

## Attività
Hübner fu particolarmente attivo nel campo dell'epigrafia latina. Fu uno dei principali collaboratori di Theodor Mommsen per il Corpus Inscriptionum Latinarum e pubblicò il volume 2 con le iscrizioni della penisola iberica (1869, con un supplemento nel 1892) e il 7 con le iscrizioni della Gran Bretagna (1873), oltre a un volume speciale con illustrazioni varie (1885). Inoltre, fu redattore della rivista Hermes dalla quale nel 1881 dovette dimettersi dopo una disputa con Mommsen e Ulrich von Wilamowitz-Moellendorff. 
Scrisse anche vari articoli per la Paulys Realencyclopädie der classischen Altertumswissenschaft.

## Scritti
- Quaestiones onomatologicae Latinae, Bonn 1854 (dissertazione). OCLC 870820045
- De senatus populique Romani actis, Teubner, Leipzig 1859 (tesi di abilitazione all'insegnamento universitario). OCLC 867956352
- Die antiken Bildwerke in Madrid. Georg Reimer, Berlin 1862.
- Inscriptiones Hispaniae Latinae. Reimer, Berlin 1869; Nachdruck de Gruyter, Berlin 1974, ISBN 3-11-003187-6 (Corpus Inscriptionum Latinarum, 2).
Supplementum. 1892; Nachdruck 1962.
- Inscriptiones Hispaniae christianae. 2 voll. 1871–1900; Nachdruck Olms, Hildesheim 1975, ISBN 3-487-05483-3.
- Inscriptiones Britanniae Latinae. Reimer, Berlin 1873; Nachdruck 1996, ISBN 3-11-003194-9 (Corpus Inscriptionum Latinarum, 7).
- Grundriss zu Vorlesungen über die Geschichte und Encyklopädie der classischen Philologie. Weidmann, Berlin 1876; 2. Auflage unter dem Titel: Bibliographie der klassischen Alterthumswissenschaft. Grundriss zu Vorlesungen über die Geschichte und Encyklopädie der klassischen Philologie. Hertz, Berlin 1889; Nachdruck Olms, Hildesheim 1973, ISBN 3-487-04737-3.
- Das römische Heer in Britannien, in Hermes 16, 1881, pp. 513–584.
- Exempla scripturae epigraphicae Latinae. A Caesaris dictatoris morte ad aetatem Justiniani. Berlin 1885; Nachdruck 1979, ISBN 3-11-004139-1 (Corpus Inscriptionum Latinarum, Auctarium).
- Correspondência epistolar entre Emílio Hübner e Martins Sarmento: arqueologia e Epigrafia; 1879–1899. Coligida e antoada por Mário Cardozo. Soc. Martins Sarmento, Guimarães 1947.
- Römische Herrschaft in Westeuropa (Sammelband vorheriger Schriften). Hertz, Berlin 1890.